# Dècada del 1080

## Esdeveniments
- Primera menció d'Albània en un document
- Expansió dels almoràvids a la península Ibèrica
- Destrucció del temple d'Uppsala
- Revolta normanda a Anglaterra
- La Xina assoleix una població de 90 milions
- Registre del Llibre de Domesday

## Personatges destacats
- Alfons VI de Lleó
- Gregori VII
- Aleix I Comnè
- Guillem I d'Anglaterra